# McCurtain
McCurtain is een plaats (town) in de Amerikaanse staat Oklahoma, en valt bestuurlijk gezien onder Haskell County.

## Demografie
Bij de volkstelling in 2000 werd het aantal inwoners vastgesteld op 466.
In 2006 is het aantal inwoners door het United States Census Bureau geschat op 478, een stijging van 12 (2,6%).

## Geografie
Volgens het United States Census Bureau beslaat de plaats een oppervlakte van
2,9 km², geheel bestaande uit land. McCurtain ligt op ongeveer 204 m boven zeeniveau.

## Plaatsen in de nabije omgeving
De onderstaande figuur toont nabijgelegen plaatsen in een straal van 24 km rond McCurtain.